# Sternstunde ihres Lebens
Sternstunde ihres Lebens ist ein deutscher Fernsehfilm aus dem Jahr 2014. Die Erstausstrahlung war am 21. Mai 2014 im Ersten Deutschen Fernsehen. Regie bei dem Projekt von Juliane Thevissen führte Erica von Moeller. Das auf der Entstehungsgeschichte des Artikels 3 des Grundgesetzes für die Bundesrepublik Deutschland  im Parlamentarischen Rat beruhende Drehbuch schrieb Ulla Ziemann. Der Film ist seit dem 23. Mai 2014 auch in einer DVD-Version auf dem Markt.

## Handlung
Die Anwältin Elisabeth Selbert reist aus ihrer Heimat Kassel nach Bonn. Sie gehört als eine von vier Frauen zum Parlamentarischen Rat, der ab September 1948 das Grundgesetz für die Bundesrepublik Deutschland erarbeitet. Bei der Auftaktveranstaltung im  Museum Koenig begegnet die SPD-Politikerin sofort ihrer zukünftigen Sekretärin Irma Lankwitz und trifft auch die zweite Genossin Frieda Nadig sowie Helene Weber (CDU) und Helene Wessel (Zentrum).
Zwei Tage später erkennt sie, dass in den Protokollen von Herrenchiemsee nichts zum Thema Gleichberechtigung steht, was ihr SPD-Kollege Carlo Schmid lapidar mit dem Hinweis auf dort fehlende Frauen abtut. Sie wünscht sich eine klare Formulierung für das Grundgesetz: „Männer und Frauen sind gleichberechtigt.“ Im Gegensatz zu der von den meisten anderen Ratsmitgliedern vorgesehenen Formulierung „gleiche staatsbürgerliche Rechte und Pflichten“ (wie in der Weimarer Verfassung) beziehe sich dieser Satz nicht nur auf das Strafrecht ( Sic!, tatsächlich müsste es Staatsrecht heißen, siehe unten). Nadig weist auf Konsequenzen für das BGB hin, doch Selbert ist fest entschlossen. Lankwitz, die ihren Partner Georg im Krieg verloren hat, spricht mit ihrer Cousine Lore Mertens, mit der sie in Bonn zusammenarbeitet. Sie offenbart ihr Interesse an dem Abgeordneten Heinrich Bode.
Bei einer Versammlung des Fachausschusses am 25. Oktober stellt Selbert ihren Antrag bezüglich Gleichberechtigung zu Artikel 3, Absatz 2 vor, doch die Vertreter der konservativen Parteien CDU und Zentrum inklusive Weber und Wessel reagieren ablehnend. Die SPD-Politikerin denkt daraufhin im Stillen über Bebels Ansichten von 1903 zur „Befreiung der Menschheit“ nach. Vier Tage später nutzt sie Lankwitz, der in der NS-Zeit als Frau die Bildung vorenthalten blieb, als Beispiel, um ihre Genossen im SPD-Büro zu überzeugen. Die Sekretärin lässt sich am Freitagabend auf ein Rendezvous mit Bode beim Tanzen ein und erzählt ihm von Georg.
Selbert wird auch in den folgenden Tagen mit großem Widerstand gegen ihren Plan konfrontiert. Sie entschließt sich, Lankwitz zu ihrer persönlichen Sekretärin zu ernennen, erwartet dafür aber auch vollen Einsatz. Am 22. November erzählt sie ihr von ihrer Karriere, zu der sie von ihrem fortschrittlich denkenden Mann animiert wurde. Sie erhielt als Frau noch ihre Zulassung, um als Anwältin zu arbeiten, bevor die Nazis dies verboten. Aber sie zeigt sich skeptisch bezüglich Lankwitz' Affäre mit Bode. Während sich ihre Gegner einig sind, Selbert stoppen zu wollen, versucht diese wenige Tage vor der Sitzung des Hauptausschusses im Gespräch mit Weber und Wessel vergeblich, die Kritiker zu überzeugen. Dann muss sie nach einer Nachricht ihres Sohnes Gerhart vorübergehend nach Hause, weil ihr Mann Adam einen Zuckerschock erlitten hat, doch dieser besteht darauf, dass sie schnell nach Bonn zurückkehrt. Dort sieht Lankwitz Bode mit einer anderen Frau und sie wird kurz darauf auch noch wegen ihrer nachlässigen Arbeit von Selbert entlassen.
Bei der ersten Lesung im Hauptausschuss am 3. Dezember droht Selbert damit, alle Frauen in Deutschland für ihr Vorhaben einzuspannen, doch ihr Antrag für Artikel 3 wird mit 9:11 Stimmen abgelehnt. Daraufhin erleidet sie auf der Toilette vor Lankwitz' Augen einen Nervenzusammenbruch. Während sie sich im Bett pflegen lässt, bekommt Lankwitz Besuch von Bode, der darüber spricht, dass seine Beziehung keine richtige Ehe sei. Seine Frau Tamara sei als getaufte Jüdin der Gestapo nicht aufgefallen, aber während seiner Zeit an der Front doch aufgegriffen worden und nun sei sie in einer Nervenheilanstalt. Lankwitz wirft ihn raus und beendet die Affäre. In der Nacht kommt Lore Mertens’ vermisster Ehemann Kurt nach Hause, weshalb Irma die gemeinsame Wohnung der beiden Frauen verlassen muss.
Bei ihrer Rückkehr nach Bonn wird Selbert im SPD-Büro mit der Nachricht konfrontiert, dass die konservativen Vertreter im Rat die Gleichberechtigung jetzt noch heftiger ablehnen und auch die alternative Formulierung im Gesetzestext streichen wollen. Sie bleibt jedoch hartnäckig und bekommt Unterstützung von Lankwitz, die nach den jüngsten Eindrücken nun engagiert für die Gleichberechtigung arbeiten will. Selbert plant Ansprachen vor Frauengruppen in mehreren deutschen Großstädten. Ihre Sekretärin weist auf den Frauenfunk hin, was Selbert begeistert, und am 15. Dezember ist die SPD-Politikerin gleich mal auf Sendung. Selbert und Lankwitz reisen durchs Land, um möglichst viele Frauen zu erreichen. Ihre konservativen Gegner sind wütend, weil sie die Beteiligung des Volkes als Angriff auf die Kompetenz des Rates betrachten. Kurz vor Weihnachten bekommt Selbert auch böse Briefe von Männern und Weber zeigt sich ebenfalls kritisch, weil die Gesellschaft noch nicht reif für soviel Gleichberechtigung sei. Adam besucht seine Frau zu Weihnachten und lobt sie für ihr Engagement.
Am 3. Januar überrascht Lankwitz ihre Chefin und zeigt ihr, dass die Post gerade säckeweise Briefe von Frauen liefert, die den Plan für die Gleichberechtigung unterstützen. Die männlichen Kritiker um Albert Finck reagieren darauf ebenso fassungslos wie die beiden konservativen Politikerinnen im Rat. Bei der zweiten Lesung im Hauptausschuss am 18. Januar wird Selberts Antrag für Artikel 3, Absatz 2 mit 35 Ja-Stimmen und einer Enthaltung schließlich angenommen. Am nächsten Tag spricht sie im Frauenfunk, bei dem Lankwitz nun arbeitet, über ihren Erfolg. Am 23. Januar verkündet Konrad Adenauer als Vorsitzender des Parlamentarischen Rates das fertige Grundgesetz.
Trotz ihres Erfolgs wird Selbert von der SPD nicht für den Bundestag vorgeschlagen. Stattdessen arbeitet sie in Kassel weiter als Anwältin für Familienrecht. In den folgenden Jahren wird auch das BGB bezüglich Gleichberechtigung angepasst. Die Umsetzung gestaltet sich mühsam.

## Historische Genauigkeit
Das historische Kammerspiel enthält einige Filmfehler, bzw. historische Fehler als kreative Entscheidungen, so zum Beispiel:
- Als Elisabeth Selbert am Beginn des Films das Gebäude des Parlamentarischen Rats betritt, wehen am Giebel über dem Eingang die Flaggen der deutschen Länder, darunter auch die Flagge Baden-Württembergs, die es aber erst über ein Jahr nach der Gründung des Bundeslandes 1952 gab.
- Entgegen der Darstellung im Film wurde die Ansprache beim Eröffnungsfestakt nicht vom späteren Bundespräsidenten Professor Theodor Heuss gehalten.
- Elisabeth Selbert sagt, dass mit „staatsbürgerlichen Rechten und Pflichten“ nur das Strafrecht gemeint sei. Tatsächlich müsste es hier Staatsrecht heißen (z. B. Frauenwahlrecht, Beamtenrecht). Die Einhaltung des Strafrechts ist keine „staatsbürgerliche“ Pflicht, da das Strafrecht auch für Ausländer gilt, die dagegen (im Inland) verstoßen. Tatsächlich besteht nach der Rechtsprechung des Bundesverfassungsgerichts auch nach der tatsächlich beschlossenen Gleichberechtigung (vgl. oben) im Strafrecht keine Gleichberechtigung (siehe z. B. der bis 1994 geltende § 175).
- Die Wandkarte, vor der Irma Lankwitz ihren Schreibtisch stehen hat, zeigt die Ländergrenzen von 1957 mit dem vereinigten Baden-Württemberg und dem bereits dem Bundesgebiet angegliederten Saarland sowie die Grenzen der 1952 gegründeten Bezirke (DDR).
- In der Schlussszene liest Konrad Adenauer das vom Parlamentarischen Rat verabschiedete Grundgesetz vor. Während Elisabeth Selbert im Bild zu sehen ist, liest Adenauer auch Art. 3 Abs. 2 Satz 2 GG vor: „Der Staat fördert die tatsächliche Durchsetzung der Gleichberechtigung von Frauen und Männern und wirkt auf die Beseitigung bestehender Nachteile hin“. Diese so genannte Gleichstellungsklausel ist jedoch erst im Jahre 1994 in das Grundgesetz eingefügt worden und war in der vom Parlamentarischen Rat verabschiedeten Fassung am 23. Mai 1949 nicht enthalten.
- Im Abspann wird angekündigt, dass 2016 eine 30 %-Frauenquote in börsennotierten Gesellschaften eingeführt werden solle, dazu müsste gesagt werden, dass diese Regelung nur mitbestimmte Aufsichtsräte betrifft (nicht die ganze Belegschaft).[3]